# Jordan (Guimaras)
Jordan é um município de  segunda classe de renda municipal (d) na província Guimaras, nas Filipinas. De acordo com o censo de 1 de maio  de  2020 possui uma população de 39 566 pessoas e 9 926 domicílios.